# 上将 (美国)
本文关于所有美國軍隊的上将军衔，美国陆军、空军和陆战队上将使用General一词，而海军、海岸警卫队、美国公共卫生服务军官团使用Admiral一词，美國國家海洋暨大氣總署軍官團并未获得授权使用上将职位。
美国，所有部队的上将军衔等级都为O-10，而北约等级则为OF-9，稍有不同。上将高于中将O-9，低于五星上将，由于五星上将只在战时授予，所以在和平时期，上将为美军最高军衔。
上将军衔标志为4颗星，所以也称为四星上将，而海军、海岸警卫队、公共卫生服务军官团上将的袖标为1粗3细金环，所不同的是金环上面的徽章，海军为金星或医疗、牧师等专门部队的橡叶、十字或新月，海岸警卫队为金盾，公共卫生服务军官团为公共卫生服务的船锚和手杖徽章。
所有上将军官中，参谋长联席会议主席为最高阶，其次是副主席，而陆军参谋长是陆军中最高阶军官，同理，空军参谋长、海军作战部长、海军陆战队司令分别是各自军种中最高阶军官。其他军官依照各自军衔排定军阶顺序，军衔相同者按授衔日期排定，如果时间也相同，则依据国防部长的指示。其他现役上将职位请参见美国现役上将列表。
- 陆军、空军、太空軍、海军陆战队上将军衔标志

- 陆军新军装上将肩章
- 空军上将肩章
- 太空軍上将肩章
- 海军上将肩章
- 海军陆战队上将肩章
- 海岸警衛隊上將肩章

- 陆军上将将旗
- 空军上将将旗
- 太空軍上将将旗
- 海军上将将旗
- 海军陆战队上将将旗
- 海岸警衛隊上將旗
- 公共衛生服務軍官團上將旗

- 海军上将将星、肩章和袖标
- 海岸警卫队上将将星、肩章和袖标
- 公共衛生服務軍官團上将将星、肩章和袖标

## 职位限制
美国法律对将官职位有着严格的限制，当前，将官总数的上限为：陆军231、海军162、空军198、陆战队61，下限为：陆军85、海军61、空军76、陆战队21。除此之外，对上将也由特别要求，上限分别定位：陆军7位、空军9位、海军6位、陆战队2位。
这个限制针对军种内部，有若干职位不受限制，分别是：国民警卫局局长、各联合作战司令部司令、驻韩美军司令、当美国欧洲司令部司令担任欧洲盟军最高司令部时的副司令、中央情报局正副局长和军事事务副局长、国家情报总监办公室人员。但并未明言国家安全局局长和驻阿美军司令是否受限。即使这两个职位受限，由于国家安全局局长身兼美國網戰司令部司令，是联合职位，而驻阿美军司令可适用战时总统自由裁量权，所以仍在法律规定范围内。
除了职位数量限制外，法律还对各级别将军的比例也有限制：陆军中，中将、上将不能超过46位，少将不能超过90位；空军中，中将、上将不能超过44位，少将不能超过73位；海军中，中将、上将不能超过33位，少将不能超过50位；陆战队中，中将、上将不能超过15位，少将不能超过23位。而更早期的法律则直接限制了各级别的比例。

## 任职
在美军体系中，上将军衔是与职位绑定的，被任命为相应职位是晋升上将军衔的唯一途径，所以上将军衔是一种临时军衔，军官的永久军衔通常只被晋升至少将，如果被任命为中将或上将职位，则会晋升相应军衔，如果不再担任相应职位，则将回到个人的永久军衔。晋升上将军衔，必须具有至少准将军衔，且经总统提名，通常总统会考虑国防部长、军种部长和参谋长联席会议主席的意见。提名之后，必须经参议院表决多数通过，才能晋升并上任。在公共卫生服务体系中，卫生助理部长如果由公共卫生服务军官团中任命，或被任命者选择被任命为公共卫生服务军官团的军官，都会获上将军衔。
不论是在委员会还是议席上，参议院都极少表决反对某个提名，但这并不代表，每个提名都能通过，通常有两种方式使某个提名流产，第一种是在政治过程之前或过程中，为了避免引起争议，总统会放弃或收回提名。
- 例如，在参议院遭到反对，1997年，放弃提名时任参谋长联席会议副主席空军上将约瑟夫·罗尔斯顿担任参谋长联席会议主席[9]；2004年，放弃提名刚离开伊拉克战场时任第5军司令的陆军中将里卡多·桑切斯晋升上将并担任美国南方司令部司令[10] ；2007年，放弃提名彼得·佩斯续任第二任期参谋长联席会议主席[11]；1994年，收回提名时任副海军作战部长的海军上将斯坦利·亚瑟担任美国太平洋司令部总司令[12]；2004年，收回提名时任空军器材司令部司令的空军上将格雷戈里·马丁担任美国太平洋司令部司令[13]。

如果总统不收回提名，参议院也不会真的对提名投反对票，通常的方式是拖延，即并不将该项提名诉诸立法程序，让它自然过期，这就是第二种方式。
- 例如，在参议院被拒绝列入投票议程的提名：1986年，提名时任战略主动防御部门主任的空军上将詹姆斯·亚伯拉罕森晋升上将[14]；提名时任驻太平洋陆军司令的查尔斯·班戈纳尔晋升上将；2010年，追认在越战中以上将军衔任第7航空队司令并以少将军衔退役的约翰·拉维勒以上将军衔[15]；2003年，提名海军少将克里斯蒂娜·比托担任公共卫生局助理部长[16]。如果克里斯蒂娜·比托的提名得以通过，本将是美国首位女上将，但该记录最终归于陆军器材司令部司令安·邓伍迪。

## 任期
上将职位的标准任期是3年，绑定了2年外加1年扩展期，但部分之外例外：
- 参谋长联席会议主席、副主席一任2年，但总统可以连续提名并在参议院通过便可连续任职多年，6年甚至8年都可能，但实际上，大部分主席、副主席都续任1次，工作4年。
- 各军种参谋长，包括海军作战部长和海军陆战队司令，任期都是一任4年
- 各军种副参谋长，包括海军作战副部长，任期也都是一任4年，但一些任职1到2年后即改任他职。海军陆战队助理司令任期为2年。
- 国民警卫局局长、海岸警卫队司令、卫生助理部长任期通常为4年。
- 海军核动力项目主任任期8年。

总统、国防部长、军种部长和国会在法定限制内也可批准例外，但通常比较少见。任期限制在战时或国家紧急状态下可被推迟。

## 退役
当前美军关于上将军官退役的规定共有3条法定限制：
- 军衔满5年（再次任命的按新的上任时间计算）
- 服役满40年
- 年龄满64岁，国防部长可批准延迟2年，总统可再批准延迟2年，合計最多4年

由于美军上将是以职位为中心的，所以实际操作中，往往会综合考虑职位的任期。
- 例如：前任参谋长联席会议主席迈克尔·马伦，生于1946年10月4日，1968年开始服役，2003年8月23日晋升上将，如果没有新的任命，他应在2008年服役满40年完成4年海军作战部长任期后退役，但2007年10月1日，他被再次任命为上将担任参谋长联席会议主席，完成2个任期共4年后，在2011年10月1日退役，此时，他离65岁生日只有3天，服役已满43年，担任上将共8年有余，最后任命上将时间4年。
- 又例如：现任海军陆战队司令詹姆斯·阿莫斯生于1946年11月12日，1970年服役，2008年7月3日晋升上将，如果没有新的任命，他应于完成2年海军陆战队助理司令任期后2010年服役满40年后退役，但是，2010年10月22日，他被再次任命为上将并担任海军陆战队司令，如果他完成4年任期，将于2014年10月22日退役，届时，他已接近68岁，服役44年，任上将共6年，最后任命上将时间4年。

高级军官也常在到达法定退役条件前退役，以免妨碍其他军官的正常晋升。因为上将职位是非常有限的，需要对应一一交接，除非前任离开，后来者无法晋升。一个军官卸任某一职位，可暂时空置，但如果60日内得不到新的任命，就必须退役。历史上，上将军官卸任职位后会被允许回到他们的永久军衔少将，担任低级职位以等待法定退休条件到达，但现在这样的军官会立即退休，避免阻碍正常晋升。
- 例如：2007年，帕特里克·沃尔什晋升上将担任海军作战副部长，前任海军作战副部长罗伯特·威拉德被任命为太平洋舰队司令，前任太平洋舰队司令加里·拉夫黑德被任命为舰队司令部司令，前任舰队司令部司令约翰·纳斯曼没有得到新的任命退出现役，当时，只有59岁，服役37年，任上将只有3年。

由于上将军衔是临时的，要以上将军衔退役，必须满足一定的条件。通常是至少完成3年合格服役，由其军种部长确认。总统和国会也会接受以下三者之一提交的合格确认：国防部长、国防部人事战备的副部长或其帮办。如果该军官未因失职接受调查，国防部长可以将服役年限减少为两年。总统还可以进一步减少或彻底放弃次服役时间要求。如果任何上将军官未达到上述要求，将恢复到下一级本人曾被授予的并至少有6个月合格服役的最高军衔，通常是中将。因为中将也是临时军衔，如果总统和国防部长未予认可，他将以本人被最后授予并合格服役至少6个月的永久军衔退役，通常是少将。上将军官不能以上将军衔退役比较罕见。
- 例如：美国南方司令部司令小弗雷德里克·韦尔纳陆军上将、第13任空军参谋长迈克尔·杜根上将、驻阿富汗国际维和部队司令兼驻阿美军司令斯坦利·麦克里斯特尔陆军上将，虽未达到法定最低服役期限，但得到总统认可并不经参议院确认，以上将军衔退役；珍珠港事件时太平洋舰队司令哈斯本德·金梅尔海军上将、美国太平洋司令部第16任司令理查德·麦克海军上将没有得到认可以上将或中将退役，最终以少将军衔退役；前任陆军训练与条令司令部司令凯文·伯恩斯在职超过2年，但被追究不当行为，以中将军衔退役；1972年，时任第7航空队司令约翰·拉韦勒被追究不当行为，被认可以中将军衔退役，但在美国参议院军事委员会投票中以14比2遭到拒绝，以少将军衔退役，2010年，根据新解密证据，他被提名追认上将，但参议院没有安排投票使提名自然过期；虽然达到法定服役期限，第24任海军作战部长弗兰克·凯尔索二世上将、大西洋舰队第31任司令亨利·毛茨二世上将以上将军衔退役，但都经过了参议院投票，结果分别是54比43和92比6。